# (5203) Pavarotti
Pour les articles homonymes, voir Pavarotti (homonymie).
(5203) Pavarotti est un astéroïde de la ceinture principale.

## Description
(5203) Pavarotti est un astéroïde de la ceinture principale. Il fut découvert le 27 septembre 1984 à l'Observatoire Kleť par Zdeňka Vávrová. Il présente une orbite caractérisée par un demi-grand axe de 2,23 UA, une excentricité de 0,19 et une inclinaison de 2,8° par rapport à l'écliptique.

## Nom
Cet astéroïde a été nommé en l'honneur de Luciano Pavarotti (1935-2007), chanteur d'opéra italien, ténor de renommée mondiale.

## Compléments